# Hisashi Aizawa
Pour les articles homonymes, voir Aizawa.
Hisashi Aizawa (相澤 寿, Aizawa Hisashi) est un joueur japonais de volley-ball né le 8 mars 1986 à Ōsaki (préfecture de Miyagi). Il mesure 1,95 m et joue au poste de central. Il totalise 120 sélections en équipe du Japon.

## Clubs
| Club         | De        | À         |
| ------------ | --------- | --------- |
| Toray Arrows | 2008-2009 | 2015-2016 |

## Palmarès
- Championnat du Japon (1)
  - Vainqueur : 2009
  - Finaliste : 2012
- Coupe du Japon (2)
  - Vainqueur : 2008, 2013
  - Finaliste : 2012